# دوستی انسان و سگ
دوستی انسان و سگ یک رابطهٔ دوسویهٔ سودمند و پویا بین انسان و سگ است که توسط روان‌شناسان، انسان‌شناسان و رفتارشناسان جانوران مطالعه می‌شود.
سگ‌ها فرزندان اهلی گرگ‌ها هستند و نقش قابل‌توجهی در زندگی انسان داشته‌اند.
در ایالات متحدهٔ آمریکا ۶۲ درصد از خانواده‌ها یک حیوان خانگی دارند و ۳۷ درصد از آن حیواناتِ خانگی، سگ هستند.

## نگارخانه

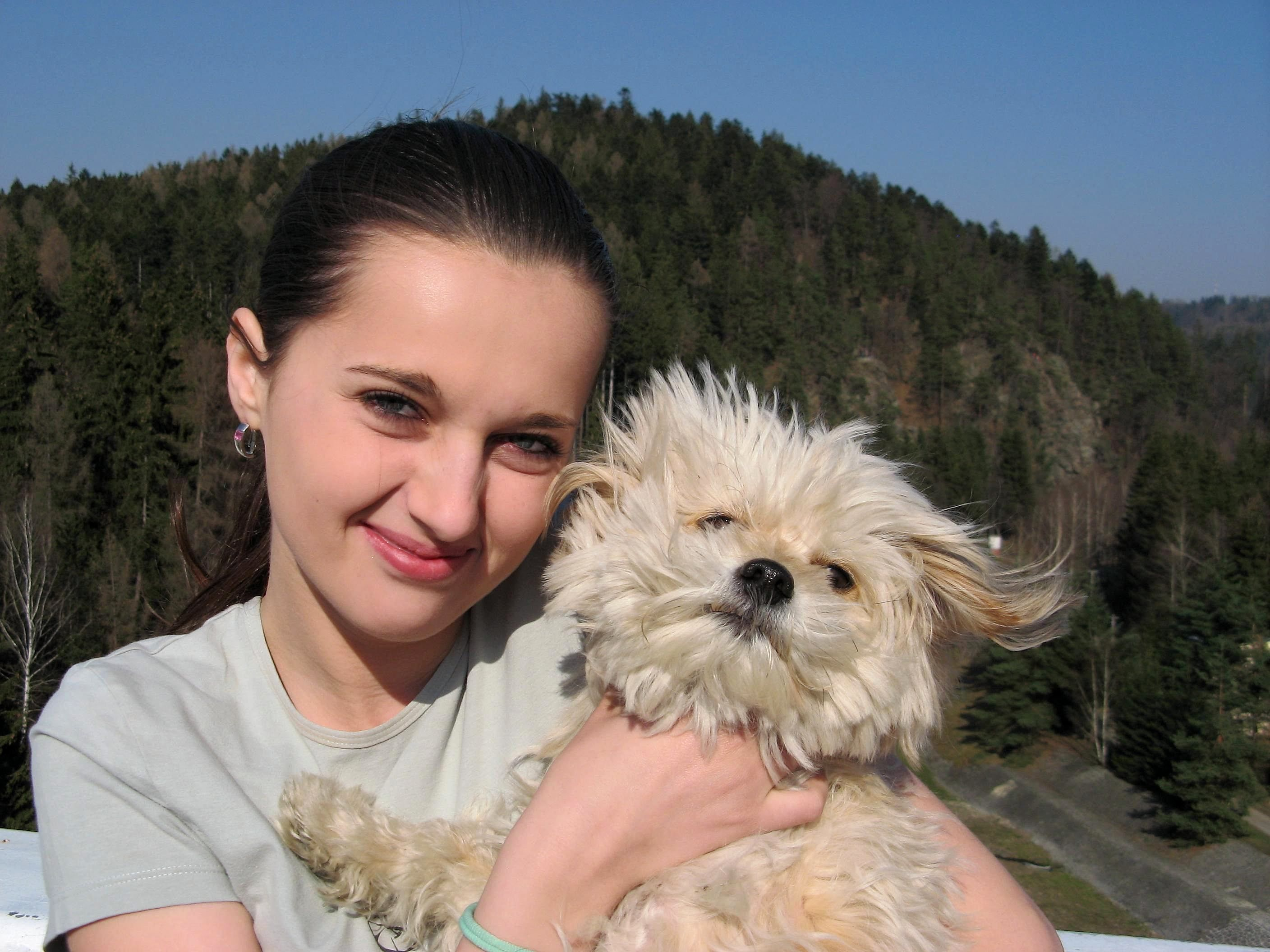
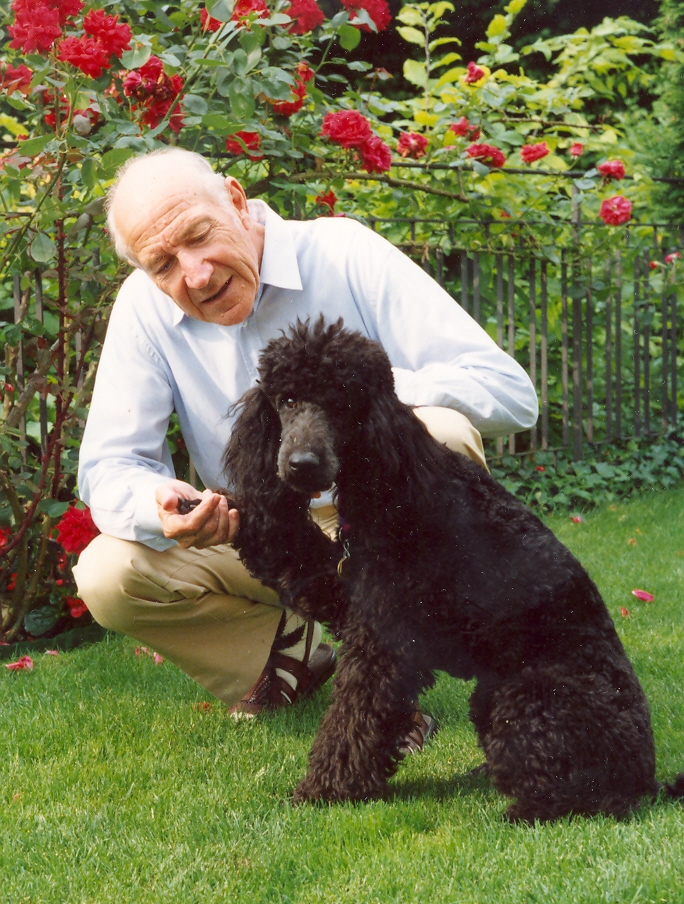
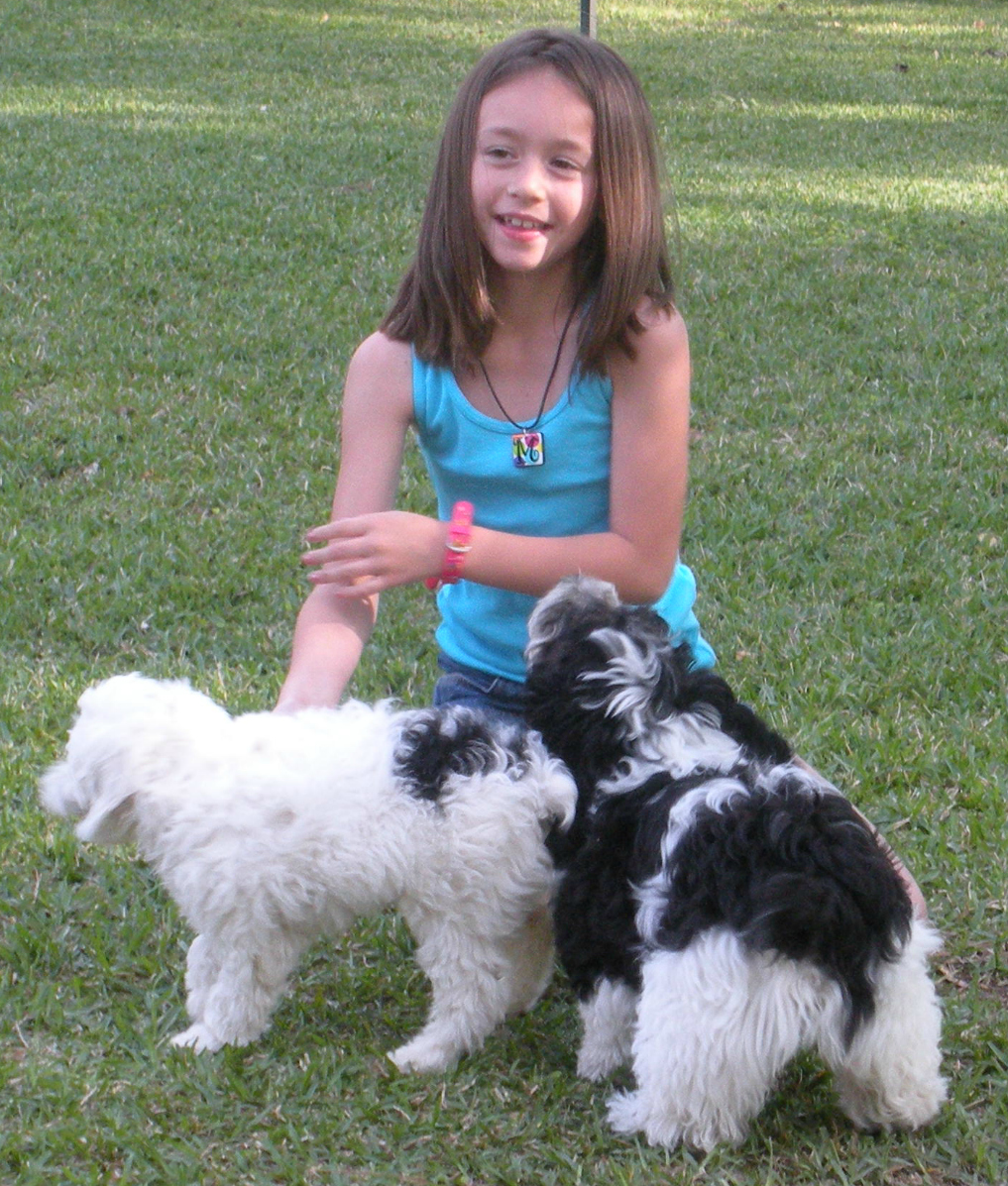
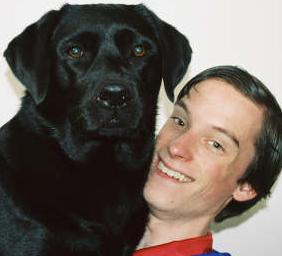
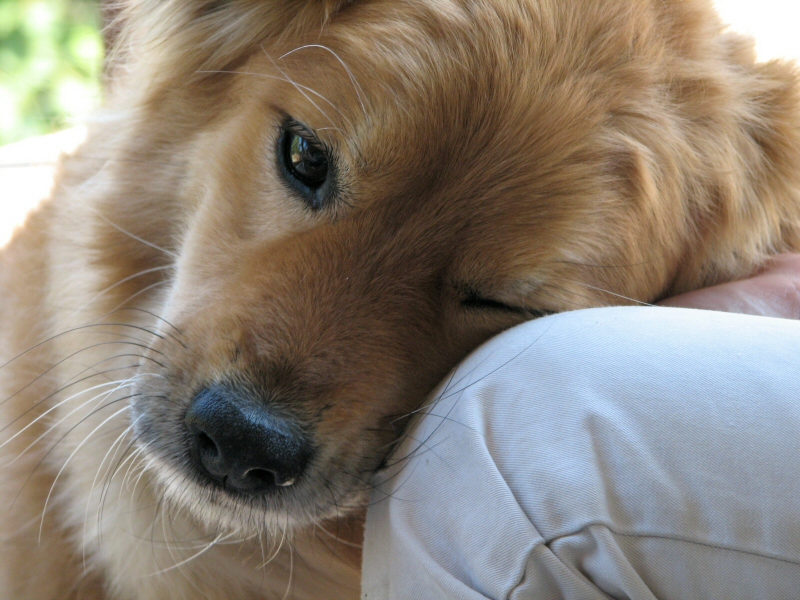